# مارکو جالینی
مارکو جالینی (انگلیسی: Marco Giallini؛ زادهٔ ۴ آوریل ۱۹۶۳) یک هنرپیشه اهل ایتالیا است.
از فیلم‌های او می‌توان به چهره پیکاسو و  غریبه‌های تمام‌عیار، کاپوت موندی، صبح بخیر پدر، بوی شب، حرکت نکن و  مکان اشاره کرد.
جالینی در سال ۱۹۸۸ برنده جایزه انجمن ملی فیلم ایتالیا بهترین بازیگر نقش مکمل مرد شده‌است.